# Dichagyris ignobilis
Dichagyris ignobilis là một loài bướm đêm trong họ Noctuidae.